# Saison 2013-2014 du Raja Club Athletic
Maillots
Chronologie
Saison précédente Saison suivante
La saison 2013-2014 du Raja Club Athletic est la 65e de l'histoire du club depuis sa fondation le 20 mars 1949. Elle fait suite à la saison 2012-2013 dans laquelle le Raja a remporté le doublé Coupe-Championnat. M'hamed Fakhir entame sa deuxième saison consécutive, et troisième au tant qu'entraîneur de l'équipe après celles de 2010-2011 et 2012-2013.
Au titre de cette saison, le Raja CA est engagé dans quatre compétitions officielles: le Championnat, la Coupe du Trône, la Ligue des champions et la Coupe du monde des clubs. 
Le meilleur buteur de la saison est Mouhcine Iajour avec 16 buts inscrits toutes compétitions confondues, tandis que le meilleur passeur est Mohsine Moutouali avec 9 passes décisives.

## Mercato d'été

### Arrivées
| Numéro | Poste | Joueur            | En provenance de | Date         |
| ------ | ----- | ----------------- | ---------------- | ------------ |
| 99     | MIL   | Issam Erraki      | Al-Raed          | 12 juin 2013 |
| 31     | DEF   | Idrissa Coulibaly | FC Istres        | 13 juin 2013 |
| 55     | MIL   | Marouane Zemmama  | Middlesbrough FC | 27 août 2013 |

### Départs
| Numéro | Poste | Joueur      | Destination     | Date        |
| ------ | ----- | ----------- | --------------- | ----------- |
| 14     | MIL   | Adel Chedli | Fin de carrière | 31 mai 2013 |

## Mercato d'hiver

### Arrivées
| Numéro | Poste | Joueur              | En provenance de      | Date             |
| ------ | ----- | ------------------- | --------------------- | ---------------- |
| 93     | ATT   | Abdelkabir El Ouadi | Wydad Athletic de Fès | 1er janvier 2014 |

### Départs
| Numéro | Poste | Joueur                   | Destination | Date             |
| ------ | ----- | ------------------------ | ----------- | ---------------- |
| 4      | DEF   | Ahmed Rahmani            | Libre       | 1er janvier 2014 |
| 30     | DEF   | Redouane Derdouri        | Libre       | 1er janvier 2014 |
| 7      | MIL   | Deo Kanda                | Libre       | 1er janvier 2014 |
| 8      | MIL   | Chems-Eddine Chtibi      | Libre       | 1er janvier 2014 |
| 9      | ATT   | Abdelmajid-Eddine Jilani | Libre       | 1er janvier 2014 |
| 10     | ATT   | Badr Kachani             | Libre       | 1er janvier 2014 |

## Matchs amicaux de préparation
| Date       | Num     | Adversaire             | Lieu                        | Score | Buteurs                                              | Passeurs            | Ref.  |
| ---------- | ------- | ---------------------- | --------------------------- | ----- | ---------------------------------------------------- | ------------------- | ----- |
| 19/07/2013 | Match 1 | OGC Nice               | Stade Mohamed V, Casablanca | 1-0   | Mohsine Moutouali 13e                                | Mouhcine Iajour 13e | [ 3 ] |
| 28/07/2013 | Match 2 | Mouloudia Club d'Alger | Stade Mohamed V, Casablanca | 3-0   | M. Moutouali 28e (pen.) Y. Salhi 85e A. Jilani 90+2e |                     | [ 4 ] |
| 15/01/2014 | Match 3 | HUSA Agadir            | Agadir                      | 1-3   |                                                      |                     |       |
| 18/01/2014 | Match 4 | Union Aït Melloul      | Agadir                      | 3-2   |                                                      |                     |       |
| 23/01/2014 | Match 5 | Vitória Sport Clube    | Stade Mohamed V, Casablanca | 0-2   |                                                      |                     | [ 5 ] |
| 29/01/2014 | Match 6 | RSB Berkane            | Stade Mohamed V, Casablanca | 1-0   |                                                      |                     |       |

## Botola
| Date               | No. | Adversaire     | Lieu | Résultat | Buteurs pour le Raja                                                                             | Affluence | Ref.   |
| MATCHS ALLER       |     |                |      |          |                                                                                                  |           |        |
| 25 août 2013       | 1   | OCS Safi       | Dom. | 1 - 1    | Mouhcine Iajour 32e                                                                              | 42,000    | [ 6 ]  |
| 1er septembre 2013 | 2   | OCK Khouribga  | Ext. | 0 - 1    |                                                                                                  | -         | [ 7 ]  |
| 20 septembre 2013  | 3   | KAC Kénitra    | Ext. | 1 - 1    | Abdelilah Hafidi 51e                                                                             | -         | [ 8 ]  |
| 29 septembre 2013  | 4   | RSB Berkane    | Dom. | 0 - 0    |                                                                                                  | -         | [ 9 ]  |
| 6 octobre 2013     | 5   | CRA Hoceima    | Ext. | 0 - 2    | Mohsine Moutouali 15e 38e                                                                        | -         | [ 10 ] |
| 27 octobre 2013    | 6   | FAR Rabat      | Dom. | 1 - 0    | Issam Erraki 45e                                                                                 | 60,000    | [ 11 ] |
| 3 novembre 2013    | 7   | WAF Fès        | Ext. | 0 - 1    | Mohsine Moutouali 22e                                                                            | -         | [ 12 ] |
| 9 novembre 2013    | 8   | ASS Salé       | Dom. | 2 - 1    | Deo Kanda 24e, Mouhcine Iajour 71e                                                               | -         | [ 13 ] |
| 24 novembre 2013   | 9   | WAC Casablanca | Dom. | 1 - 1    | Kouko Guehi 89e                                                                                  | 70,000    | [ 14 ] |
| 28 novembre 2013   | 10  | DHJ El Jadida  | Ext. | 1 - 0    |                                                                                                  | -         | [ 15 ] |
| 3 décembre 2013    | 11  | HUSA Agadir    | Ext. | 1 - 0    |                                                                                                  | -         | [ 16 ] |
| 28 décembre 2013   | 12  | MAT Tétouan    | Ext. | 1 - 0    |                                                                                                  | -         | [ 17 ] |
| 2 janvier 2014     | 13  | KACM Marrakech | Dom. | 0 - 0    |                                                                                                  | -         | [ 18 ] |
| 1er février 2014   | 14  | FUS Rabat      | Ext. | 1 - 0    |                                                                                                  | -         | [ 19 ] |
| 19 février 2014    | 15  | MAS Fès        | Dom. | 1 - 0    | Vianney Mabidé 81e                                                                               | -         | [ 20 ] |
| MATCHS RETOUR      |     |                |      |          |                                                                                                  |           |        |
| 23 février 2014    | 16  | RSB Berkane    | Ext. | 1 - 1    | Mohsine Moutouali 20e                                                                            | -         | [ 21 ] |
| 12 mars 2014       | 17  | OCK Khouribga  | Dom. | 1 - 0    | Jawad El Yamiq 84e (csc)                                                                         | -         | [ 22 ] |
| 16 mars 2014       | 18  | WAF Fès        | Dom. | 4 - 0    | Mouhcine Iajour 32e 38e Vianney Mabidé 36e 42e                                                   | -         | [ 23 ] |
| 19 mars 2014       | 19  | KAC Kénitra    | Dom. | 5 - 0    | Vianney Mabidé 24e Issam Erraki 28e Yassine Salhi 43e 62e Mohsine Moutouali 60e (pen.)           | -         | [ 24 ] |
| 23 mars 2014       | 20  | ASS Salé       | Ext. | 1 - 0    |                                                                                                  | -         | [ 25 ] |
| 27 mars 2014       | 21  | CRA Hoceima    | Dom. | 3 - 1    | Vianney Mabidé 53e 55e 74e                                                                       | -         | [ 26 ] |
| 6 avril 2014       | 22  | WAC Casablanca | Ext. | 0 - 2    | Mouhcine Iajour 56e Mohsine Moutouali 90+4e                                                      | 68,000    | [ 27 ] |
| 12 avril 2014      | 23  | HUSA Agadir    | Dom. | 3 - 1    | Kouko Guehi 26e Zakaria El Hachimi 33e Mohsine Moutouali 40e                                     | -         | [ 28 ] |
| 16 avril 2014      | 24  | FAR Rabat      | Ext. | 1 - 3    | Mouhcine Iajour 21e 52e Adil Kerrouchi 46e                                                       | -         | [ 29 ] |
| 20 avril 2014      | 25  | KACM Marrakech | Ext. | 0 - 0    |                                                                                                  | -         | [ 30 ] |
| 26 avril 2014      | 26  | FUS Rabat      | Dom. | 1 - 0    | Vianney Mabidé 19e                                                                               | 45,000    | [ 31 ] |
| 4 mai 2014         | 27  | MAS Fès        | Ext. | 0 - 1    | Mouhcine Iajour 39e                                                                              | -         | [ 32 ] |
| 11 mai 2014        | 28  | DHJ El Jadida  | Dom. | 1 - 0    | Ismail Benlamaalem 10e                                                                           | 45,000    | [ 33 ] |
| 18 mai 2014        | 29  | MAT Tétouan    | Dom. | 5 - 0    | Mohsine Moutouali 34e (pen.) 71e Hamza Abourazzouk 36e Zakaria El Hachimi 50e Adil Kerrouchi 83e | 67,000    | [ 34 ] |
| 25 mai 2014        | 30  | OCS Safi       | Ext. | 1 - 0    |                                                                                                  | -         | [ 35 ] |

## Coupe du Trône
| Date       | J.           | Adversaire    | Lieu                                    | Score         | Buteurs                                                                  | Ref.   |
| ---------- | ------------ | ------------- | --------------------------------------- | ------------- | ------------------------------------------------------------------------ | ------ |
| 07/09/2013 | 1/16e Finale | RSS Settat    | Stade Mohamed V, Casablanca             | 2-0           | Mohsine Moutouali 5e 44e (pen.)                                          |        |
| 23/09/2013 | 1/8e Finale  | FUS Rabat     | Complexe sportif Moulay-Abdallah, Rabat | 0-2           | Mohsine Moutouali 42e 55e (pen.)                                         |        |
| 13/10/2013 | 1/4 finale   | UST Témara    | Stade Mohamed V, Casablanca             | 4-1           | Mohsine Moutouali 37e (pen.) Chems-Eddine Chtibi 42e 58e, Tadi 68e (csc) |        |
| 22/10/2013 | 1/2 finale   | OCS Safi      | Complexe sportif de Fès, Fès            | 1-0           | Mouhcine Iajour 50e                                                      |        |
| 18/11/2013 | Finale       | DHJ El Jadida | Complexe sportif Moulay-Abdallah, Rabat | 0-0 (tab 4-5) |                                                                          | [ 36 ] |

## Coupe du monde des clubs de la FIFA 2013
| Date       | J.         | Adversaire               | Lieu                                | Score | Buteurs                                                               | Ref    |
| ---------- | ---------- | ------------------------ | ----------------------------------- | ----- | --------------------------------------------------------------------- | ------ |
| 11/12/2013 | Barrage    | Auckland City FC         | Stade Adrar, Agadir                 | 2-1   | Mouhcine Iajour 39e Abdelilah Hafidi 90+1e                            | [ 37 ] |
| 14/12/2013 | 1/4 Finale | Club de Fútbol Monterrey | Stade Adrar, Agadir                 | 2-1   | Chems-Eddine Chtibi 24e Kouko Guehi 95e                               | [ 38 ] |
| 18/12/2013 | 1/2 finale | Clube Atlético Mineiro   | Grand Stade de Marrakech, Marrakech | 3-1   | Mouhcine Iajour 51e Mohsine Moutouali 84e (pen.) Vianney Mabidé 90+4e | [ 39 ] |
| 21/12/2013 | Finale     | FC Bayern Munich         | Grand Stade de Marrakech, Marrakech | 0-2   |                                                                       | [ 40 ] |

## Ligue des champions de la CAF 2014
| Date       | Tour                       | Adversaire             | Lieu                                   | Score     | Buteurs                                       |        |
| ---------- | -------------------------- | ---------------------- | -------------------------------------- | --------- | --------------------------------------------- | ------ |
| 07/02/2014 | Tour préliminaire (aller)  | Diamond Stars FC       | Stade Mohamed V, Casablanca            | 6-0       | Iajour 8e 46e 66e 82e Hafidi 22e El Ouadi 55e | [ 41 ] |
| 15/02/2014 | Tour préliminaire (retour) | Diamond Stars FC       | Brookfields National Stadium, Freetown | 1-2       | Vianney Mabidé 54e Marouane Zemmama 90e       | [ 42 ] |
| 02/03/2014 | Premier tour (aller)       | Horoya Athlétique Club | Stade du 28-septembre, Conakry         | 0-1       |                                               | [ 43 ] |
| 08/03/2014 | Premier Tour (retour)      | Horoya Athlétique Club | Stade Mohamed V, Casablanca            | 1-0 (4-5) | Mouhcine Iajour 86e                           | [ 44 ] |

## Statistiques individuelles

### Statistiques des buteurs
| Place            | Nom                 | Botola | Coupe du Trône | Coupe du monde des clubs | Ligue des champions de la CAF | Total des buts |
| 1                | Mouhcine Iajour     | 8      | 1              | 2                        | 5                             | 16             |
| 2                | Mohsine Moutouali   | 9      | 5              | 1                        | -                             | 15             |
| 3                | Vianney Mabidé      | 8      | -              | 1                        | 1                             | 10             |
| 4                | Abdelilah Hafidi    | 1      | -              | 1                        | 1                             | 3              |
| 4                | Kouko Guehi         | 2      | -              | 1                        | -                             | 3              |
| 4                | Chems-Eddine Chtibi | -      | 2              | 1                        | -                             | 3              |
| 7                | Yassine Salhi       | 2      | -              | -                        | -                             | 2              |
| 7                | Issam Erraki        | 2      | -              | -                        | -                             | 2              |
| 7                | Adil Kerrouchi      | 2      | -              | -                        | -                             | 2              |
| 7                | Zakaria El Hachimi  | 2      | -              | -                        | -                             | 2              |
| 11               | Hamza Abourazzouk   | 1      | -              | -                        | -                             | 1              |
| 11               | Marouane Zemmama    | -      | -              | -                        | 1                             | 1              |
| 11               | Deo Kanda           | 1      | -              | -                        | -                             | 1              |
| 11               | Abdelkabir El Ouadi | -      | -              | -                        | 1                             | 1              |
| 11               | Ismail Benlamaalem  | 1      | -              | -                        | -                             | 1              |
| Contre son but   | Contre son but      | 1      | 1              | -                        | -                             | 2              |
| Total des passes | Total des passes    | 40     | 9              | 7                        | 9                             | 65             |

### Statistiques des passeurs
| Place            | Nom                 | Botola | Coupe du Trône | Coupe du monde des clubs | Ligue des champions de la CAF | Total des passes |
| 1                | Mohsine Moutouali   | 4      | 1              | 1                        | 3                             | 9                |
| 2                | Yassine Salhi       | 6      | -              | -                        | -                             | 6                |
| 2                | Adil Kerrouchi      | 5      | -              | 1                        | -                             | 6                |
| 4                | Zakaria El Hachimi  | 2      | -              | 1                        | 2                             | 5                |
| 5                | Vianney Mabidé      | 3      | -              | -                        | -                             | 3                |
| 6                | Chems-Eddine Chtibi | 2      | -              | -                        | -                             | 2                |
| 6                | Mouhcine Iajour     | 1      | 1              | -                        | -                             | 2                |
| 6                | Issam Erraki        | 1      | 1              | -                        | -                             | 2                |
| 6                | Ismail Benlamaalem  | 1      | -              | -                        | 1                             | 2                |
| 10               | Abdelilah Hafidi    | -      | -              | 1                        | -                             | 1                |
| 10               | Hamza Abourazzouk   | 1      | -              | -                        | -                             | 1                |
| 10               | Rachid Soulaimani   | 1      | -              | -                        | -                             | 1                |
| 10               | Kouko Guehi         | -      | -              | -                        | 1                             | 1                |
| Total des passes | Total des passes    | 27     | 3              | 4                        | 7                             | 41               |

### Récompenses et distinctions
Le 21 décembre 2013, le Raja Club Athletic est finaliste de la Coupe du monde des clubs de la FIFA contre le Bayern Munich.
| Coupe du monde des clubs Finaliste 2013 |
| --------------------------------------- |
| Raja Club Athletic 2e                   |

## Annexe
1. ↑  Seule la nationalité sportive est indiquée. Un joueur peut avoir plusieurs nationalités mais n'a le droit de jouer que pour une seule sélection nationale.
2. ↑  Seule la sélection la plus importante est indiquée.
3. ↑  La rédaction, « Une défaite au Maroc pour le premier match amical de l'OGC Nice », sur Monaco-Matin, 20 juillet 2013 (consulté le 25 septembre 2021)
4. ↑  LE MATIN, « Le Matin - Balade de santé du Raja face au MC d’Alger », sur Le Matin (consulté le 25 septembre 2021)
5. ↑  LE MATIN, « Le Matin - Le Raja battu par Vitoria Guimarães », sur Le Matin (consulté le 25 septembre 2021)
6. ↑  « Raja Club Athletic Casablanca - Olympique Safi, 25 août 2013 - Botola Pro Inwi - Rapport de match », sur www.transfermarkt.fr (consulté le 25 septembre 2021)
7. ↑  « Olympique Khouribga - Raja Club Athletic Casablanca, 1 sept. 2013 - Botola Pro Inwi - Rapport de match », sur www.transfermarkt.fr (consulté le 25 septembre 2021)
8. ↑  « KAC Kénitra - Raja Club Athletic Casablanca, 20 sept. 2013 - Botola Pro Inwi - Rapport de match », sur www.transfermarkt.fr (consulté le 25 septembre 2021)
9. ↑  « Raja Club Athletic Casablanca - Renaissance de Berkane, 29 sept. 2013 - Botola Pro Inwi - Rapport de match », sur www.transfermarkt.fr (consulté le 25 septembre 2021)
10. ↑  « CR Al Hoceima - Raja Club Athletic Casablanca, 6 oct. 2013 - Botola Pro Inwi - Rapport de match », sur www.transfermarkt.fr (consulté le 25 septembre 2021)
11. ↑  « Raja Club Athletic Casablanca - FAR Rabat, 27 oct. 2013 - Botola Pro Inwi - Rapport de match », sur www.transfermarkt.fr (consulté le 25 septembre 2021)
12. ↑  « Wydad Fes - Raja Club Athletic Casablanca, 3 nov. 2013 - Botola Pro Inwi - Rapport de match », sur www.transfermarkt.fr (consulté le 25 septembre 2021)
13. ↑  « Raja Club Athletic Casablanca - AS Salé, 10 nov. 2013 - Botola Pro Inwi - Rapport de match », sur www.transfermarkt.fr (consulté le 25 septembre 2021)
14. ↑  « Raja Club Athletic Casablanca - Wydad Casablanca, 24 nov. 2013 - Botola Pro Inwi - Rapport de match », sur www.transfermarkt.fr (consulté le 25 septembre 2021)
15. ↑  « Difaâ El Jadida - Raja Club Athletic Casablanca, 28 nov. 2013 - Botola Pro Inwi - Rapport de match », sur www.transfermarkt.fr (consulté le 25 septembre 2021)
16. ↑  « Hassania d'Agadir - Raja Club Athletic Casablanca, 3 déc. 2013 - Botola Pro Inwi - Rapport de match », sur www.transfermarkt.fr (consulté le 25 septembre 2021)
17. ↑  « Moghreb Tétouan - Raja Club Athletic Casablanca, 28 déc. 2013 - Botola Pro Inwi - Rapport de match », sur www.transfermarkt.fr (consulté le 25 septembre 2021)
18. ↑  « Raja Club Athletic Casablanca - Kawkab Marrakech, 2 janv. 2014 - Botola Pro Inwi - Rapport de match », sur www.transfermarkt.fr (consulté le 25 septembre 2021)
19. ↑  « FUS Rabat - Raja Club Athletic Casablanca, 1 févr. 2014 - Botola Pro Inwi - Rapport de match », sur www.transfermarkt.fr (consulté le 25 septembre 2021)
20. ↑  « Raja Club Athletic Casablanca - MAS Fès, 19 févr. 2014 - Botola Pro Inwi - Rapport de match », sur www.transfermarkt.fr (consulté le 25 septembre 2021)
21. ↑  « Renaissance de Berkane - Raja Club Athletic Casablanca, 23 févr. 2014 - Botola Pro Inwi - Rapport de match », sur www.transfermarkt.fr (consulté le 25 septembre 2021)
22. ↑  « Raja Club Athletic Casablanca - Olympique Khouribga, 12 mars 2014 - Botola Pro Inwi - Rapport de match », sur www.transfermarkt.fr (consulté le 25 septembre 2021)
23. ↑  « Raja Club Athletic Casablanca - Wydad Fes, 16 mars 2014 - Botola Pro Inwi - Rapport de match », sur www.transfermarkt.fr (consulté le 25 septembre 2021)
24. ↑  « Raja Club Athletic Casablanca - KAC Kénitra, 19 mars 2014 - Botola Pro Inwi - Rapport de match », sur www.transfermarkt.fr (consulté le 25 septembre 2021)
25. ↑  « AS Salé - Raja Club Athletic Casablanca, 23 mars 2014 - Botola Pro Inwi - Rapport de match », sur www.transfermarkt.fr (consulté le 25 septembre 2021)
26. ↑  « Raja Club Athletic Casablanca - CR Al Hoceima, 27 mars 2014 - Botola Pro Inwi - Rapport de match », sur www.transfermarkt.fr (consulté le 25 septembre 2021)
27. ↑  « Wydad Casablanca - Raja Club Athletic Casablanca, 6 avr. 2014 - Botola Pro Inwi - Rapport de match », sur www.transfermarkt.fr (consulté le 25 septembre 2021)
28. ↑  « Raja Club Athletic Casablanca - Hassania d'Agadir, 12 avr. 2014 - Botola Pro Inwi - Rapport de match », sur www.transfermarkt.fr (consulté le 25 septembre 2021)
29. ↑  « FAR Rabat - Raja Club Athletic Casablanca, 16 avr. 2014 - Botola Pro Inwi - Rapport de match », sur www.transfermarkt.fr (consulté le 25 septembre 2021)
30. ↑  « Kawkab Marrakech - Raja Club Athletic Casablanca, 20 avr. 2014 - Botola Pro Inwi - Rapport de match », sur www.transfermarkt.fr (consulté le 25 septembre 2021)
31. ↑  « Raja Club Athletic Casablanca - FUS Rabat, 26 avr. 2014 - Botola Pro Inwi - Rapport de match », sur www.transfermarkt.fr (consulté le 25 septembre 2021)
32. ↑  « MAS Fès - Raja Club Athletic Casablanca, 4 mai 2014 - Botola Pro Inwi - Rapport de match », sur www.transfermarkt.fr (consulté le 25 septembre 2021)
33. ↑  « Raja Club Athletic Casablanca - Difaâ El Jadida, 11 mai 2014 - Botola Pro Inwi - Rapport de match », sur www.transfermarkt.fr (consulté le 25 septembre 2021)
34. ↑  « Raja Club Athletic Casablanca - Moghreb Tétouan, 18 mai 2014 - Botola Pro Inwi - Rapport de match », sur www.transfermarkt.fr (consulté le 25 septembre 2021)
35. ↑  « Olympique Safi - Raja Club Athletic Casablanca, 25 mai 2014 - Botola Pro Inwi - Rapport de match », sur www.transfermarkt.fr (consulté le 25 septembre 2021)
36. ↑  « Morocco 2012/13 », sur www.rsssf.com (consulté le 25 septembre 2021)
37. ↑  « Raja Club Athletic Casablanca - Auckland City FC, 11 déc. 2013 - Coupe du monde des clubs - Rapport de match », sur www.transfermarkt.fr (consulté le 25 septembre 2021)
38. ↑  « Raja Club Athletic Casablanca - CF Monterrey, 14 déc. 2013 - Coupe du monde des clubs - Rapport de match », sur www.transfermarkt.fr (consulté le 25 septembre 2021)
39. ↑  « Raja Club Athletic Casablanca - Clube Atlético Mineiro, 18 déc. 2013 - Coupe du monde des clubs - Rapport de match », sur www.transfermarkt.fr (consulté le 25 septembre 2021)
40. ↑  « FC Bayern München - Raja Club Athletic Casablanca, 21 déc. 2013 - Coupe du monde des clubs - Rapport de match », sur www.transfermarkt.fr (consulté le 25 septembre 2021)
41. ↑  « Ligue des Champions de la CAF 2014 - Préliminaire : Raja Casablanca 6-0 Diamond Stars », sur www.footballdatabase.eu (consulté le 25 septembre 2021).
42. ↑  « Ligue des Champions de la CAF 2014 - Préliminaire : 6-0 Diamond Stars &-2 Raja Casablanca », sur www.footballdatabase.eu (consulté le 25 septembre 2021).
43. ↑  « Horoya AC - Raja Club Athletic Casablanca, 2 mars 2014 - CAF-Champions League - Rapport de match », sur www.transfermarkt.fr (consulté le 25 septembre 2021)
44. ↑  « Raja Club Athletic Casablanca - Horoya AC, 8 mars 2014 - CAF-Champions League - Rapport de match », sur www.transfermarkt.fr (consulté le 25 septembre 2021)